# Igreja de São Saturnino (Pamplona)
A Igreja de São Saturnino (em basco: San Zernin eliza: em castelhano: Iglesia de San Saturnino, mais conhecida por Iglesia de San Cernin ou de San Sernin, o nome em francês do santo, Saturnino de Tolosa é um templo católico situado no Casco Antigo de Pamplona, a capital da Comunidade Foral de Navarra, Espanha.
A igreja atual data do século XIII e é de estilo gótico, mas no local onde se ergue existiram duas igrejas, uma românica do século XII e outra ainda mais antiga. Na Idade Média cumpriu a função dupla de igreja e de fortaleza — nesses tempos Pamplona estava dividida em três burgos independentes que frequentemente lutavam entre si, pelo que as torres eram coroadas de ameias defensivas que perduraram até ao século XVIII. A igreja de San Cernin era a sede da paróquia do burgo homónimo, o qual era habitado sobretudo por franceses.
Na sua arquitetura destacam-se as suas altas torres e o pórtico, decorado com belos relevos góticos, como as de Santiago peregrino ou a de São Saturnino. O interior é constituído por uma nave gótica única muito ampla com uma abóbada de seis painéis, cabeceira poligonal, capelas entre os contrafortes. um coro elevado e uma grande capela barroca lateral. Esta capela, dedicada à Virgem do Caminho, ocupa o que até ao século XVII era o claustro.
Os sinos da Igreja de São Saturnino marcam o início da grande festa anual de Pamplona, os Sanfermines (Festa de São Firmino).